# Serhat (zanger)
Ahmet Serhat Hacıpaşalıoğlu (Istanboel, 24 oktober 1964), beter bekend als Serhat, is een Turks zanger, producent en televisiepresentator.
Geboren en getogen in Istanboel startte Serhat zijn producing carrière in 1994 met de oprichting van zijn eigen firma End Productions. In hetzelfde jaar startte hij met de productie van een quiz op TRT, genaamd Riziko! (Turkse versie van de Amerikaanse quiz Jeopardy!) dat hij overigens ook presenteerde. In 1997 startte zijn muzikale carrière met zijn eerste single "Rüya-Ben Bir Daha". Naast zijn werk als presentator en zijn productiewerk werkte hij verder aan zijn muzikale carrière en bracht onder meer "Total Disguise" uit in 2004, een duet met Viktor Lazlo, "Chocolate Flavour" in 2005, "I Was So Lonely", "No No Never (Moskou-Istanboel)" and "Ya + Ti" (Russisch versie van "Total Disguise", deze drie nummer waren duets met Tamara Gverdtsiteli) in 2008 en "Je m'adore" in 2014. Hij vertegenwoordigde San Marino op het Eurovisiesongfestival 2016 in Stockholm en zong "I Didn't Know" op 10 mei 2016 in de eerste halve finale van Eurovision, maar kwam niet in aanmerking voor de finale. In 2017 werd de disco-versie van het lied met Martha Wash uitgebracht. Deze versie bereikte de 25e plaats in de Dance Club Songs-hitlijst. In 2018 werd een nieuwe versie van "Total Disguise" met Elena Paparizou uitgebracht. Hij vertegenwoordigde San Marino voor de tweede keer op het Eurovisiesongfestival 2019 in Tel Aviv met "Say Na Na Na". Hij presteerde in de eerste halve finale en plaatste zich voor de finale door als 8e te eindigen. In de finale werd hij 19e, het beste resultaat in de geschiedenis van het Sammarinese Eurovisie Songfestival.

## Vroege jaren en opleiding
Serhat werd geboren op 24 oktober 1964 in Istanboel, Turkije. Zijn vader, Ismail Hakki was een scheepvaartofficier uit Trabzon net zoals zijn moeder. Hij ging naar de lagere school in İcadiye, Üsküdar en dan naar de Deutsche Schule Istanbul (Duitse middelbare school) in Beyoğlu, Istanbul. Hij studeerde af als tandarts aan de Universiteit van Istanbul in 1988. In 1990 vervulde hij twee maanden verplichte legerdienst in Burdur.

## Carrière

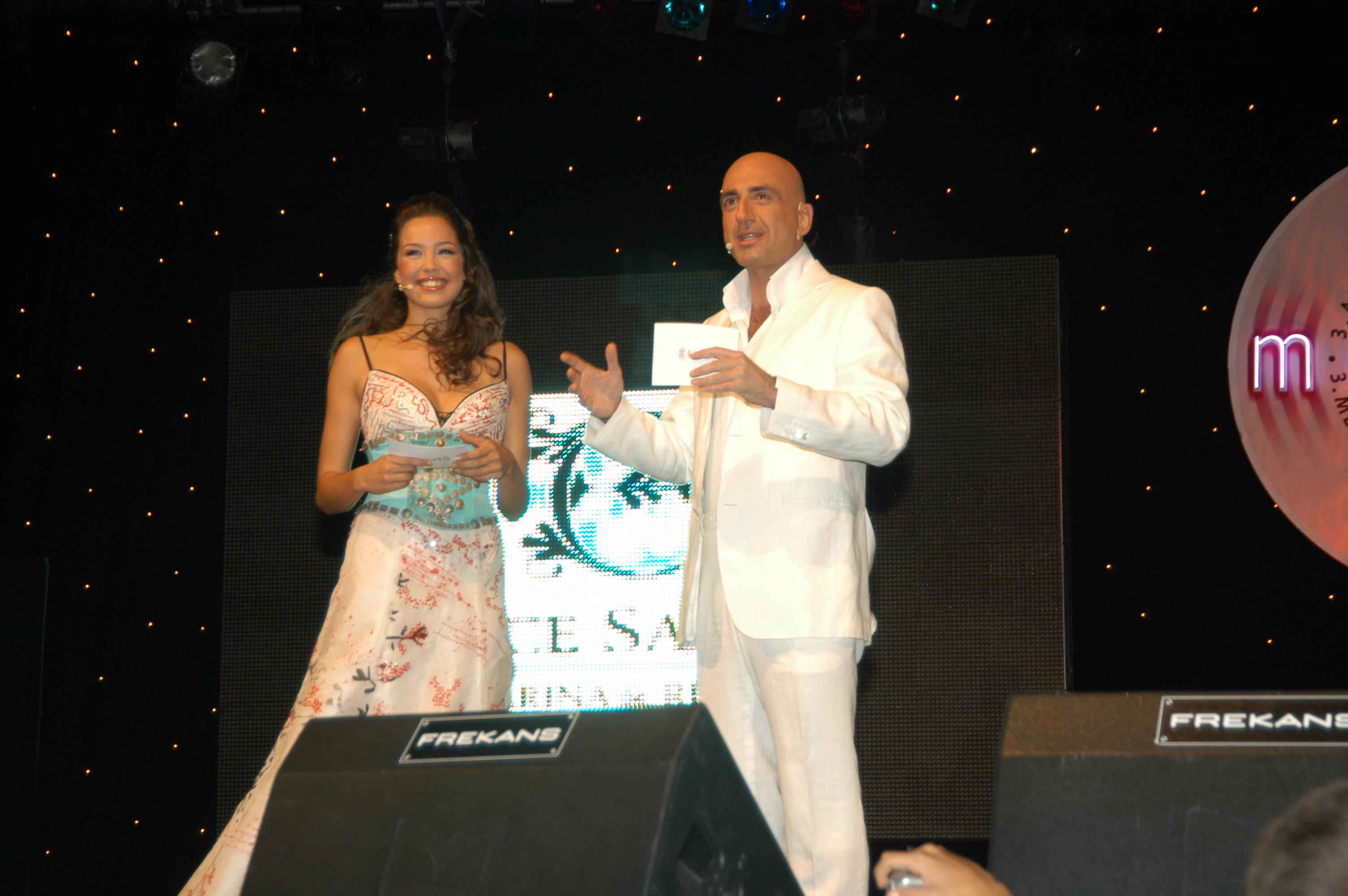
Azra Akın (links) en Serhat bij de Megahit-International Mediterranean Song Contest 2004.

### Televisie en evenementen
In 1994 startte Serhat zijn eigen Productiehuis End Productions. Na een overeenkomst met TRT werd de firma de producer van de quiz Riziko!, de Turkse versie van de Amerikaanse quiz Jeopardy!. Serhat was ook de presentator van het spelprogramma, dat startte op 3 oktober 1994. In 1995 kreeg hij twee Golden Butterfly's (Turks: Altın Kelebek), een voor de beste mannelijke presentator en een voor de beste quiz van het jaar voor Riziko!. In 1996 ontving hij opnieuw een prijs voor de beste quiz van het jaar. De show werd 430 keer uitgezonden en eindigde eind 1996. En spelshow genaamd Hedef 4 (Turkse versie van Connect Four) dat startte op TRT 1 in 1996 werd ook geproduced door End Productions. In 1997 startte hij met de productie van de spelshow Altına Hücum (Turkse versie van Midas Touch) voor Kanal 6 dat 72 afleveringen zou duren en dat in hetzelfde jaar eindigde. In 1998 keerde Riziko! terug en werd op Kanal 7 uitgezonden in presentatie door Serhat. In hetzelfde jaar startte Hedef 4 ook op Kanal 7 om het jaar daarop te eindigen. Riziko! eindigde in 1999 en in hetzelfde jaar startte Serhat een talkshow op Kanal 7 met de titel Serhat'la Rizikosuz dat na 6 episodes eindigde. Na een aantal maanden keerde Riziko! terug op Kanal 7 in 2000 en werd 65 episodes lang uitgezonden. In September 2005 Serhat co-presenteerde Show TV's Kalimerhaba met Katerina Moutsatsou, een show dat geproduced werd door End Productions Eind 2009 ontwierp Serhat een dansorkest "Caprice the Show" met 18 muzikanten dat tot vele shows leidde in de jaren daarop.
Met zijn firma organiseert hij ook jaarlijkse evenementen zoals de middelbareschoolmuziekwedstrijd (Liselerarası Müzik Yarışması, 1998–nu), Megahit-International Mediterranean Song Contest (Megahit-Uluslararası Akdeniz Şarkı Yarışması, 2002-2004) and Dansmarathon Dance (Dans Maratonu, danscompetitie tussen middelbare scholen en universiteiten apart, 2009–nu).

#### Productiecredits
| Series              | Tv zenders    | Jaren                | Functie     | Functie   | Nota                                   |
| Series              | Tv zenders    | Jaren                | Presentator | Producent | Nota                                   |
| ------------------- | ------------- | -------------------- | ----------- | --------- | -------------------------------------- |
| Riziko!             | TRT 1 Kanal 7 | 1994–96 1998–99 2000 | Ja          | Ja        |                                        |
| Hedef 4             | TRT 1 Kanal 7 | 1996–98 1998–99      | Nee         | Ja        |                                        |
| Altına Hücum        | Kanal 6       | 1997                 | Nee         | Ja        |                                        |
| Serhat'la Rizikosuz | Kanal 7       | 1999                 | Ja          | Ja        |                                        |
| Kalimerhaba         | Show TV       | 2005                 | Ja          | Ja        | Co-presentatie met Katerina Moutsatsou |

### Muzikale carrière

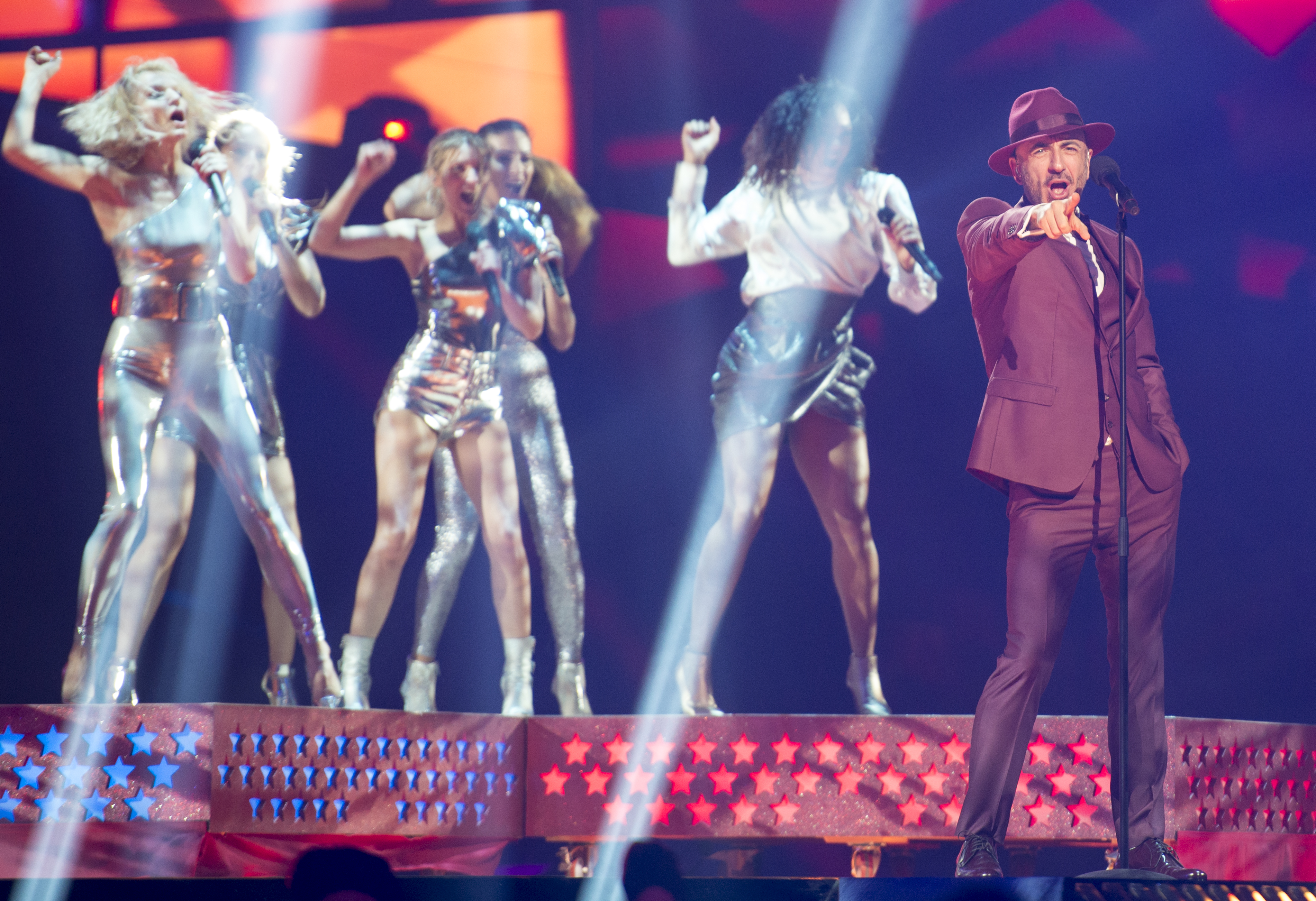
Serhat tijdens een repetitie voor de eerste halve finale van het Eurovisiesongfestival 2016 (6 mei 2016).

Hij startte zijn muzikale carrière in 1997 met een single van twee nummers "Rüya" en "Ben Bir Daha". In 2004 bracht hij zijn tweede single uit, "Total Disguise" met de Frans-Belgische zangeres Viktor Lazlo. Tekst en muziek waren van de hand van Olcayto Ahmet Tuğsuz en het nummer werd vertolkt in het Engels en Frans. De single had ook verschillende remixen. In 2005 nam hij "Chocolate Flavour" op en het nummer werd samen met "Total Disguise" uitgebracht in Griekenland. In 2008 werkte hij samen met de Russisch-Georgische zangeres Tamara Gverdtsiteli waarmee hij "I Was So Lonely", "No No Never (Moskou-Istanboel)" en "Ya + Ti" (Russische versie van "Total Disguise") uitbracht. Deze nummers werden als single uitgebracht en verschenen ook op het album Vozdushiy Potsyelui (2008) van Tamara Gverdtsiteli.
In 2014 begon Serhat te werken in Frankrijk en Duitsland. Hij bracht zijn vijfde single uit, het Franse "Je m'adore" waarvan de video in Parijs werd opgenomen in een productie van Thierry Vergnes. "Je m'adore" stond vijf weken op de eerste plaats in de Deutsche DJ Black/Pop Charts, nummer 1 op Black 30, nummer 2 op de British Dance Charts, nummer 8 op de French Dance Charts en nummer 9 on Swiss Dance Charts.
Op 12 januari kondigde San Marino RTV aan dat Serhat het ministaatje zou vertegenwoordigen op het Eurovisiesongfestival in Stockholm in mei 2016. Op 9 maart 2016 is het nummer dat hij zal uitbrengen in de wedstrijd "I Didn't Know" uitgekomen. Hij trad op 10 mei 2016 op tijdens de eerste halve finale van de Eurovisie-wedstrijd en slaagde er niet in zich te kwalificeren voor de finale en eindigde op de 12e plaats. Op 2 november 2017 werd de disco-versie van "I Didn't Know" met Martha Wash die opnieuw was gearrangeerd door de Zweedse muzikant Johan Bejerholm als single uitgebracht, samen met een nieuwe videoclip. Het nummer kwam van de 47e plaats naar de Dance Club Songs-kaart van de Verenigde Staten en bereikte zijn toppositie, de 25e plaats op de vierde week in de kaart. Zo werd Serhat de eerste Turkse zanger die op de kaart verscheen. Een nieuwe versie van "Total Disguise" met Elena Paparizou werd op 22 juni 2018 uitgegeven door CAP-Sounds. De videoclip van de single werd vrijgegeven op 14 september.
Op 21 januari 2019 maakte San Marino RTV bekend dat hij San Marino opnieuw zal vertegenwoordigen op het Eurovisiesongfestival 2019 in Tel Aviv. Op dezelfde dag kondigde Serhat aan dat hij aan zijn eerste studioalbum werkte, dat in april 2019 zal verschijnen. Het nummer dat hij zong in de wedstrijd "Say Na Na Na" werd op 7 maart uitgebracht met een bijbehorende videoclip. Hij trad op 14 mei 2019 op in de eerste halve finale en plaatste zich voor de finale. Dit was pas de tweede keer dat San Marino zich kwalificeerde voor een Eurovisie-finale, en de eerste keer sinds 2014. Op 19 juli 2019 werd een Duitse coverversie van "Say Na Na Na" getiteld "Sing Na Na Na" uitgebracht door Serhat. . Het ging gepaard met een opnieuw gemaakte versie van de muziekvideo van "Say Na Na Na", die dezelfde dag werd uitgebracht.
In 2023 bracht Serhat een nieuwe single uit die pop, dance en wereldmuziek combineert. De single kreeg de titel "M.Y.K.O.N.O.S". In verschillende interviews legde Serhat uit dat het Griekse eiland zijn meest favoriete vakantiebestemming is:
```
“Op Mykonos voel ik mij vrij op de meest vredige manier die je maar kunt bedenken. Het is waar mijn fantasie werkelijkheid wordt en ik kan alleen maar hopen dat iedereen zo’n plek heeft. Zo niet, dan is iedereen welkom om met mij mee te gaan naar Mykonos. Mensen weten dat ik graag een feestje bouw en dat ik ze graag aan het dansen krijg. Mijn doel is altijd geweest om vreugde te brengen en mensen van alle generaties weer bij elkaar te brengen door middel van muziek.”
```

#### Discografie
Singles
- 1997: "Rüya-Ben Bir Daha"
- 2004: "Total Disguise" (duet met Viktor Lazlo)
- 2005: "Chocolate Flavour"
- 2008: "I Was So Lonely-No No Never" (duet met Tamara Gverdtsiteli)
- 2014: "Je m'adore"
- 2015: "I Didn't Know"
- 2016: "I Didn't Know" (duet met Martha Wash)
- 2017: "Total Disguise" (duet met Elena Paparizou)
- 2019: "Say Na Na Na"
- 2019: "Sing Na Na Na"
- 2020: "Di Na Na Na"
- 2023: "Unsaid" (als songwriter)
- 2023: "M.Y.K.O.N.O.S"

### Andere werken
Sinds 2010 is Serhat is voorzitter van de Alumni Association of Istanbul German High School (Nederlands: Vereniging van voormalige studenten van de Duitse School in Istanboel, Turks: İstanbul Alman Liseliler Derneği) en sinds 2013 bestuurslid van de Istanbul German High School Management Association (Nederlands: Vereniging van de Duitse School in Istanboel, Turks: İstanbul Özel Alman Lisesi İdare Derneği).
Op 19 mei 2023 werd de Engelstalige single "Unsaid" uitgebracht. Het nummer werd geschreven door Jens Geerts en Serhat zelf, maar ingezongen door de Belgische zangeres Els de Schepper.

## Prijzen en eretekens
| Jaar | Prijs                   | Categorie                      | Werk    | Resultaat |
| ---- | ----------------------- | ------------------------------ | ------- | --------- |
| 1995 | Golden Butterfly Awards | Beste presentator van het jaar | Riziko! | Gewonnen  |
| 1995 | Golden Butterfly Awards | Beste quiz van het jaar        | Riziko! | Gewonnen  |
| 1996 | Golden Butterfly Awards | Beste quiz van het jaar        | Riziko! | Gewonnen  |

- 1998: Fair Play Grand Prize by Turkije Nationaal Olympisch Comité[56]
- 2003: FIDOF (International Federation of Festival Organizations) Annual Golden Transitional Media Ring of Friendship[57]
- 2004: Golden Key of the City of Alexandria[57][58]